# Marjet van der Graaff
Marjet van der Graaff (Tholen, 22 juli 1982) is een Nederlandse golfprofessional.

## Amateur
Marjet van der Graaff was lid van Golfclub Broekpolder. Haar eerste buitenlandse overwinning behaalde zij in 2006, toen zij het Italiaans Amateur Open op de Villa d'Este Golf Club won.

### Gewonnen
- 2003: NGF Voorjaarswedstrijd
- 2006: NGF Voorjaarswedstrijden, Italiaans Amateur Open
- 2007: Zwitsers Amateur Open, Italiaans Amateur Open, NGF Voorjaarswedstrijd , NK Strokeplay (-8) en NK Matchplay
- 2009: European Nations Cup (samen met Christel Boeljon).

Tijdens het KLM Open bereikt ze de 47ste plaats.

## Professional
Toen ze eind 2007 op de Qualifying School 16de werd en haar tourkaart haalde voor de Ladies European Tour (LET), werd ze professional. Marjet van der Graaff voegde zich voor drie jaar bij Golf Team Holland, waar ook Joost Luiten, Wil Besseling en Inder van Weerelt onder contract stonden.
In 2008 was zij de enige Nederlandse met een tourkaart voor de LET. Tijdens het Ladies Open van 2008 haalde ze de cut, en eindigde met een score van +2 op de 50ste plaats. In augustus kwalificeerde zij zich voor deelname aan haar eerste Major, het Britse Open, dat op de Old Course van de Sunningdale Golf Club gespeeld werd. Ze miste de cut met drie slagen. De beste resultaten van het seizoen waren top-30 plaatsen in Wales en Zwitserland.
In april 2009 won ze de European Nations Cup met Christel Boeljon. Ze hadden vier dagen in de top-3 gestaan en wonnen met 4 slagen voorsprong.
Eind 2010 verloor zij haar volledig speelrecht op de Ladies European Tour (LET) en begin 2011 verliet zij het GTH-team weer. In 2012 speelde ze de LET Access Series en in april won ze haar eerste professional toernooi, het Banesto Tour Zaragoza in Spanje.
In januari 2014 ging ze de opleiding tot teaching professional volgen en sinds 2016 geeft ze ook golfles op Golfclub Wouwse Plantage.

### Overwinningen

#### LET Access Series
- 2012: Banesto Tour Zaragoza

### Teamdeelnames
- Espirito Santo Trophy: 2006
- Comunitat Valenciena Nations Cup: 2009 op La Sella met Christel Boeljon